# Alaquines (kommun)
Alaquines är en kommun i Mexiko.   Den ligger i delstaten San Luis Potosí, i den centrala delen av landet, 300 km norr om huvudstaden Mexico City.
Följande samhällen finns i Alaquines:
- Alaquines
- Rancho de Pro
- Olla del Durazno
- Las Huertas
- Rancho Nuevo
- El Llanito
- Las Peñitas